# 锡尼街道
锡尼街道，是中国内蒙古自治区鄂尔多斯市达拉特旗下辖的一个乡镇级行政单位。

## 行政区划
2011年，增设锡尼街道，辖原树林召镇城关、和平路、召南3个社区，辖区人口约4.3万人。
西园街道共辖以下地区：
召南社区、城关社区、和平社区、巴音社区、腾达社区和长胜社区。